# Калдахуара (платформа)
Калдахуара (абх. Калдахәара) — железнодорожная станция Абхазской железной дороги в Гудаутском районе Абхазии.
По состоянию на март 2019 года ни пассажирские, ни грузовые поезда на станции не останавливаются.